# 黑尔德龙根
黑尔德龙根（德語：Heldrungen，發音：[ˈhɛldʁʊŋən] ⓘ）是德国图林根州基夫霍伊瑟县曾经的一个市镇，面积23.27平方千米，2017年12月31日人口为2,207人。2019年1月1日，黑尔德龙根所属的施米克山麓管理共同体解散，其与另外5个成员市镇合并为新市镇安德施米克。